# Cao Quý Thức
Cao Quý Thức (tiếng Trung: 高季式; bính âm: Gāo Jìshì, 516 – 553), tự là Tử Thông, là tướng nhà Đông Ngụy và Bắc Tề thời Nam Bắc triều trong lịch sử Trung Quốc.

## Thân thế
Cao Quý Thức là con Cao Dực – người giữ chức Trấn đông tướng quân, Thứ sử Đông Dực châu nhà Bắc Ngụy. Các anh ông là Cao Ngang và Cao Càn theo giúp Cao Hoan, là công thần khai quốc nhà Bắc Tề.

## Sự nghiệp
Cao Quý thức là người có can đảm, khí phách như Cao Ngao Tào.
Năm Trung Hưng thứ nhất (531), được phong làm Trấn Viễn tướng quân, Chánh viên lang, sau đổi sang nhậm chức Vệ tướng quân, Kim tử quang lộc đại phu, lại gia phong Tán kỵ thường thị, chủ y đô thống. Năm Thái Xương thứ nhất (532), ông nhậm chức Thực điển ngự.
Trong những năm Thiên Bình (534 -538), Quý Thức ra nhậm chức Tế Châu thứ sử. Khi ấy có quân cướp Lưu Bàn Đà, Sử Minh Diệu làm hại 4 châu Tề, Duyện, Thanh, Từ, quan lại địa phương đều không biết làm gì dẹp được. Quý Thức vừa đến nhậm chức, đưa quân tiêu diệt bằng sạch. Người Bộc Dương là Đỗ Lĩnh Xuân tụ tập đến hơn vạn người, cướp bóc khắp nơi. Cao Quý Thức chỉ phái đi 300 kỵ binh, một trận là bắt được. Ông còn bình định được cuộc phản loạn của Tự Hiển ở Dương Bình , thu phục quận Hà Nam. Sau những việc này, giặc cướp không còn.
Năm Nguyên Tượng thứ nhất (538), quân Đông Ngụy thua trận ở Mang Sơn, Cao Ngao Tào chết trận, có người khuyên ông đầu hàng Tây Ngụy, Quý Thức cự tuyệt. Trở về kinh, Quý Thức nhậm chức Tán kỵ thường thị, sau đó ra giữ đồn lính thú ở Vĩnh An.
Năm Vũ Định thứ nhất (543), trước khi Cao Thận làm phản, đưa thư báo tin cho ông, Quý Thức lập tức cáo giác với Cao Hoan. Cao Hoan vẫn tín nhiệm ông như trước.
Trong những năm Vũ Định (543 – 550), ông nhậm chức Thị trung, Ký Châu đại trung chính, lại đảm nhiệm Đô đốc, theo Thanh Hà công Cao Nhạc đánh bại Tiêu Minh nhà Lương và phản tướng Hầu Cảnh, sau khi ban sư được thụ phong làm Vệ úy khanh, lại theo Cao Nhạc đánh bại tướng Tây Ngụy là Vương Tư Chính, được gia phong Nghi đồng tam tư.
Năm Thiên Bảo thứ nhất (550) nhà Bắc Tề, ông thụ phong Thừa Thị huyện tử, theo Phan Nhạc chinh chiến ở khoảng Giang, Hoài.
Năm 553, Cao Quý Thức bị bệnh mất, năm đó ông 38 tuổi. Ông được truy tặng Thị trung, Khai phủ nghi đồng tam tư, thứ sử Ký Châu, thụy hiệu là Cung Mục.